# محاصره انطاکیه (۵۴۰)
محاصره انطاکیه بخشی از جنگ امپراتوری ساسانی و امپراتوری بیزانس بود که خسرو انوشیروان انطاکیه فتح و غارت کرد

## عواقب
خسرو اول دستور داد که شهر را غارت کنند و مردم را به شهر جدیدی به اسم به از اندیو خسرو تبعید کنند